# チョングッチャン
チョングッチャン（チョングクチャン、清麹醤、청국장（淸麴醬）、cheonggukjang）は、朝鮮料理に使われる、発酵させた大豆のペーストである。

## 概要
挽いた大豆から作られる。チョングッチャンはチゲを作るのによく用いられ、この料理はそのままチョングッチャンと言われることもあるが、混同を避けるためにチョングッチャンチゲと呼ばれる場合もある。チョングッチャンチゲには、ジャガイモ、タマネギ、豆腐等が入れられることが多い。

## 製造方法
茹でた大豆に、空気や藁の中にも存在する枯草菌を加え、40度程度の温度で塩を加えずに2 - 3日発酵させる。テンジャン等に比べると発酵期間は短い。他の多くの発酵大豆製品と同様に、ペースト状のチョングッチャンにも破砕されていない丸の大豆が含まれる。発酵後は練られ、塩と唐辛子粉が加えられる。

## 栄養価
チョングッチャンは、ビタミン等の栄養素を多く含み、特に冬の健康食と考えられている。しかし、匂いが非常に強く、その匂いを敬遠する人々はチョングッチャンの代わりにテンジャンを使う。1993年、建国大学校のチュ・ヒョンギュ（주현규）博士らによって無臭のチョングッチャンが発明され、1998年には匂いを除去する方法で特許を取得した。また、チョングッチャンは消化を助ける効果が知られている。この目的のために、大韓民国ではチョングッチャンの錠剤が売られている。